# Austrosimulium colboi
Austrosimulium colboi är en tvåvingeart som beskrevs av Davies och Gyorkos 1988. Austrosimulium colboi ingår i släktet Austrosimulium och familjen knott.
Artens utbredningsområde är Victoria i Australien. Inga underarter finns listade i Catalogue of Life.